# Dikt i Norden
Dikt i Norden var en monografiserie för nordisk poesi i svensk översättning som utgavs av Rabén & Sjögren mellan 1979 och 1993. Redaktör för serien var Christer Eriksson.

## Utgivna böcker i serien
- 1979
  - Pentti Saaritsa: Hjärtat, mitt viktigaste slagvapen (urval och översättning Claes Andersson)
  - Ivan Malinovski: Näktergalen och geväret talar samma språk (urval och tolkning: Lasse Söderberg)
  - Jóhann Hjálmarsson: Landet vilar i egen dikt (urval och översättning Christer Eriksson)
  - Rolf Jacobsen: Jord och järn (urval och översättning Christer Eriksson)
- 1980
  - Jyrki Pellinen: Uppvaknad till denna dag (urval och översättning Dan Sundell)
  - Henrik Nordbrandt: Uppbrott och ankomster (urval och översättning Christer Eriksson)
  - Jóhannes úr Kötlum: Ny och nedan (urval och tolkning Inge Knutsson)
  - Hans Børli: Fågel, hjärta och yxa (urval och översättning Christer Eriksson)
- 1981
  - Niilo Rauhala: Mellan snön och solen (urval och översättning Bengt Pohjanen)
  - Stein Mehren: Vägar till en bild (urval och översättning Christer Eriksson)
  - Matthías Johannessen: Harpkol är din vinge (urval och översättning Christer Eriksson och Jóhann Hjálmarsson)
  - Marianne Larsen: Gemensamt språk (urval och översättning Christer Eriksson)
- 1982
  - Tove Ditlevsen: Bara för dig (urval och översättning Birger Hedén och Anita Johanson)
- 1983
  - Ole Sarvig: Dikter från en diktkrets (urval och översättning Jan Östergren)
  - Gunvor Hofmo: Verkligheten själv (urval och översättning Christer Eriksson)
- 1984
  - Snorri Hjartarson: Löv och stjärnor (urval och översättning Inge Knutsson)
  - Matti Rossi: Hitom hjärtat är ännu afton (urval: Matti Rossi och Bengt Pohjanen, översättning Bengt Pohjanen)
- 1985
  - Olav H. Hauge: Använd inte sandpapper (urval och översättning Christina Hellman)
  - Uffe Harder: Förlåt, vem arbetar i er fantasi? (urval och översättning Christer Eriksson och Lasse Söderberg)
- 1986
  - Hannu Mäkelä: Drömmen om lyckan nummer 5 (urval och översättning: Bengt Pohjanen)
  - Hannes Pétursson: Hemvist vid havet (tolkningar: Inge Knutsson)
- 1987
  - Rolf Jacobsen: Hemligt liv (urval och översättning: Christer Eriksson) [utökad uppl. av Jord och järn från 1979]
  - William Heinesen: Hemma på jorden (urval och översättning: Inge Knutsson)
- 1988
  - Einar Økland: Folkminne (dikter valda och översatta av Staffan Söderblom)
- 1990
  - Jón úr Vör: Medan vi lever (urval och översättning: Inge Knutsson)
- 1992
  - Eldrid Lunden: Det omvänt avhängiga (urval och tolkningar: Anders Weidar)
- 1993
  - Thorkild Bjørnvig: Morgonmörker (urval och översättning Urban Andersson)